# Dal vivo volume 2 - Carte da decifrare
Dal vivo volume 2 - Carte da decifrare è un album musicale del cantautore italiano Ivano Fossati, uscito nel 1993.
Il brano che dà il titolo all'album non compare in nessun album in studio dell'artista.

## Tracce
Testi e musiche di Ivano Fossati.
1. Lindbergh – 4:49
2. Discanto – 6:33
3. L'uomo coi capelli da ragazzo – 4:17
4. Italiani d'Argentina – 5:54
5. J'adore Venise – 3:19
6. La casa – 5:12
7. Carte da decifrare – 3:19
8. La canzone popolare – 4:39
9. ...E di nuovo cambio casa – 4:26
10. La costruzione di un amore – 5:10
11. La musica che gira intorno – 5:50
12. La volpe – 5:13

## Musicisti

### Artista
- Ivano Fossati: pianoforte, chitarra classica ed elettrica e voce

### Altri musicisti
- Mario Arcari: oboe, corno inglese, clarinetto e sax soprano
- Armando Corsi: chitarra classica e acustica
- Stefano Melone: tastiere e pianoforte
- Beppe Quirici: basso elettrico e contrabbasso
- Elio Rivagli: batteria e percussioni
- Vincenzo Zitello: arpa e flauto

## Classifiche

### Classifiche settimanali
| Classifica (1993) | Posizione raggiunta |
| ----------------- | ------------------- |
| Italia            | 8                   |